# Cleveland Barons (2001–2006)
Die Cleveland Barons waren ein US-amerikanisches Eishockeyfranchise der American Hockey League aus Cleveland im Bundesstaat Ohio. Sie spielten von 2001 bis 2006 in der Quicken Loans Arena. Das Team wurde nach der Saison 2005/06 nach Worcester im Bundesstaat Massachusetts verlegt und in Worcester Sharks umbenannt.

## Geschichte

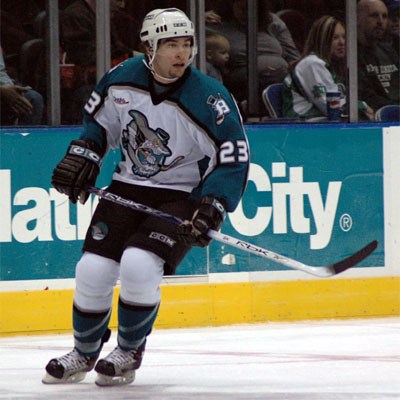
Josh Hennessy im Trikot der Saison 2005/06

Nachdem von 1937 bis 1973 bereits AHL-Eishockey und von 1976 bis 1978 NHL-Eishockey unter dem Namen Barons in Cleveland gespielt wurde, entschied man sich dort im neuen Jahrhundert wieder ein AHL-Franchise anzusiedeln. Aus diesem Grund kauften die Brüder George und Gordon Gund im Jahr 2001 die Teilhaberrechte der Kentucky Thoroughblades, die in Lexington, Kentucky beheimatet waren. Die neuen Besitzer erhofften sich durch den Umzug einen Aufschwung, wobei die Namenswahl eine gewichtige Rolle spielte. Zum Beginn der Saison 2001/02 starteten die Barons dann erstmals seit fast 30 Jahren wieder in eine AHL-Saison.
In der Zeit ihres Bestehens waren die Barons das Farmteam des NHL-Teams San Jose Sharks. Zudem arbeiteten sie mit den Fresno Falcons, Toledo Storm (beide ECHL) und den Youngstown Steelhounds (CHL) zusammen. Es gelang ihnen in den fünf Spielzeiten jedoch lediglich einmal die Play-offs zu erreichen. Dort unterlag man aber bereits in der ersten Runde den Hamilton Bulldogs.
Zur Saison 2006/07 wurden die Barons von den Sharks nach Worcester im Bundesstaat Massachusetts verlegt und ihr Beiname dem des NHL-Teams angepasst. Mit Beginn der Saison 2007/08 nahmen die Lake Erie Monsters, die in Cleveland angesiedelt wurden, den Platz der Barons ein und waren zunächst das Farmteam der Colorado Avalanche.

## Saisonstatistik
| Saison  | GP  | W   | L   | T  | OTL | SOL | Pts | GF   | GA   | PIM  | Platz       | Playoffs                                                                            |
| 2001/02 | 80  | 29  | 40  | 7  | 4   | —   | 69  | 223  | 268  | 2298 | 4., Central | nicht qualifiziert                                                                  |
| 2002/03 | 80  | 22  | 48  | 5  | 5   | —   | 54  | 203  | 286  | 1595 | 5., Central | nicht qualifiziert                                                                  |
| 2003/04 | 80  | 37  | 28  | 8  | 7   | —   | 89  | 235  | 220  | 1481 | 3., North   | Niederlage im Division Semifinal, 2:4 (Hamilton)                                    |
| 2004/05 | 80  | 35  | 37  | 6  | 2   | —   | 78  | 200  | 226  | 1676 | 7., North   | nicht qualifiziert                                                                  |
| 2005/06 | 80  | 27  | 48  | —  | 2   | 3   | 59  | 210  | 302  | 1682 | 7., North   | nicht qualifiziert                                                                  |
| Gesamt  | 400 | 150 | 201 | 26 | 20  | 3   | 349 | 1071 | 1302 | 8732 |             | 1 Playoff-Teilnahme 1 Serie: 0 Siege, 1 Niederlage 6 Spiele: 2 Siege, 4 Niederlagen |

## Vereinsrekorde
| Tore: 84, Miroslav Zálešák Vorlagen: 117, Patrick Rissmiller Punkte: 181, Patrick Rissmiller Strafminuten: 948, Matt Carkner Gewonnene Spiele eines Torhüters: 43, Nolan Schaefer Shutouts: 7, Nolan Schaefer Spiele: 315, Matt Carkner | Tore: 35, Mike Craig (2001/02), Miroslav Zálešák (2003/04) Vorlagen: 48, Jeff Nelson (2002/03) Punkte: 75, Miroslav Zálešák (2003/04) Strafminuten: 335, Matt Carkner (2001/02) Gegentore-Schnitt: 2.34, Nolan Schaefer (2003/04) Gehaltene Schüsse (%): 92.5, Seamus Kotyk (2003/04), Nolan Schaefer (2003/04) |

## Ehemalige Spieler
| - Riley Armstrong - Steve Bancroft - Steve Bernier - Brad Boyes - Matthew Carkner - Tom Cavanagh - Jonathan Cheechoo - Jeff Christian - Ryane Clowe - Tim Conboy - Mike Craig - Rob Davison - Ray DiLauro - Niko Dimitrakos | - Christian Ehrhoff - Jim Fahey - Jesse Fibiger - Ryan Gaucher - Marcel Goc - Josh Gorges - Tavis Hansen - Todd Harvey - Chris Heid - Josh Hennessy - Hannes Hyvönen - Mike Iggulden - Jason Jaffray - John Jakopin | - Jeff Jillson - Shane Joseph - Derek Joslin - Lukáš Kašpar - Miikka Kiprusoff - Seamus Kotyk - Ryan Kraft - Lynn Loyns - Milan Michálek - Kevin Mitchell - Douglas Murray - Jeff Nelson - Dimitri Pätzold - Tomáš Plíhal | - Joel Prpic - Patrick Rissmiller - Nolan Schaefer - Eric Schneider - Brandon Smith - Dan Spang - Adam Spylo - Garrett Stafford - Brad Staubitz - Grant Stevenson - Vesa Toskala - Craig Valette - Chad Wiseman - Miroslav Zálešák |